# トニ・ダトコヴィッチ
トニ・ダトコヴィッチ（Toni Datković、1993年11月6日 - ）は、クロアチア・ザグレブ出身のサッカー選手。アルバセテ・バロンピエ所属。ポジションはDF。

## クラブ経歴
2019年9月2日、SDウエスカへレンタル移籍した。9月8日、スポルティング・ヒホンとのリーグ戦がデビューとなった。
2020年8月18日、アリス・テッサロニキに3年契約で移籍した。

## 代表経歴
2017年1月14日、中国代表との親善試合でクロアチア代表デビュー。